# Cantón de Pouancé
El cantón de Pouancé era una división administrativa francesa, que estaba situada en el departamento de Maine y Loira y la región de Países del Loira.

## Composición
El cantón estaba formado por catorce comunas:
- Armaillé
- Bouillé-Ménard
- Bourg-l'Évêque
- Carbay
- Chazé-Henry
- Combrée
- Grugé-l'Hôpital
- La Chapelle-Hullin
- La Prévière
- Le Tremblay
- Noëllet
- Pouancé
- Saint-Michel-et-Chanveaux
- Vergonnes

## Supresión del cantón de Pouancé
En aplicación del Decreto n.º 2014-259 de 26 de febrero de 2014, el cantón de Pouancé fue suprimido el 22 de marzo de 2015 y sus 14 comunas pasaron a formar parte del nuevo cantón de Segré.